# Groß Drewitz
Groß Drewitz (niedersorbisch Wjelike Drjejce) ist ein Ortsteil der Gemeinde Schenkendöbern im Landkreis Spree-Neiße in Brandenburg.

## Geografie und Verkehrsanbindung
Östlich von Groß Drewitz verlaufen die L 46 und die B 112. Die B 320 verläuft südlich.

## Sehenswürdigkeiten

### Baudenkmale
In der Liste der Baudenkmale in Schenkendöbern sind für Groß Drewitz zwei Baudenkmale aufgeführt:
- der Gutspark (Pinnower Weg 1)
- Das Herrenhaus (sog. Schloss; Pinnower Weg 1) wurde um 1700 erbaut.

### Naturschutzgebiete
Westlich von Groß Drewitz liegt das Naturschutzgebiet Große Göhlenze und Fichtengrund im Naturpark Schlaubetal, westlich und südlich das NSG Krayner Teiche/Lutzketal.

### Landschaftsschutzgebiete
Nordwestlich von Groß Drewitz erstreckt sich das 45 ha große Landschaftsschutzgebiet Göhlensee.